# 拉普里馬韋拉 (比查達省)
拉普里馬韋拉是哥倫比亞的城鎮，位於該國東部，由比查達省負責管轄，距離首府卡雷尼奧港350公里，始建於1959年，面積22,159平方公里，海拔高度104米，2005年人口4,517。

## 外部連結
- （西班牙文） La Primavera official website

5°29′26″N 70°24′33″W / 5.49056°N 70.4092°W